# Friese literatuur
Tot de Friese literatuur behoren alle teksten van literaire waarde die zijn geschreven in het Fries. In dit artikel zal vooral worden ingegaan op de literatuur die is geschreven in het Westerlauwers Fries, d.i. het Fries zoals dat in de Nederlandse provincie Friesland gesproken wordt. Het Nederlandse deel van het Friese taalgebied is het grootste en volkrijkste deel: de Friese literatuur is dan ook met name in Nederland tot bloei gekomen.
In dit artikel wordt een algemene schets van de Friese literatuur gegeven. Er zal naar meer specifieke artikelen elders op Wikipedia worden verwezen. Onderaan deze pagina staat een aantal lijsten met artikelen die onder het thema Friese literatuur vallen.

## Kenmerken
De Friese literatuur is een kleine literatuur, die direct verbonden is met het Friese taalgebied en de positie die het Fries heeft in Noordwest-Europa. Dit heeft het karakter van de Friese literatuur gevormd: het "Fries zijn" is een van de terugkerende thema's in de Friese literatuur. De Friese geschiedenis speelt in veel literair werk een rol, waarbij historische koningen soms mythische proporties aannemen, of juist een heel ironische rol vervullen (dat laatste vooral in de moderne Friese literatuur).
De Friese literatuur is lange tijd nauw verbonden geweest met het Fries-nationalisme (de Friese beweging) en veel Friese schrijvers motiveren hun keuze om in het Fries te schrijven met het argument dat de taal anders weleens verloren zou kunnen gaan. Meer dan schrijvers in grote literaturen zijn Friese schrijvers zich ervan bewust dat zij een bijdrage leveren aan de Friese literatuur als geheel, en aan de Friese taal zelf.
Het Friese taalgebied is klein en Friese schrijvers kunnen dan ook niet op een groot publiek rekenen. Friese literatuur is eigenlijk nooit commercieel succesvol, al wordt er relatief veel literatuur verkocht in Friesland. Van een aantal Friese schrijvers is werk vertaald in het Nederlands of nog andere talen (bijvoorbeeld gedichten van Obe Postma, die ook in het Engels verschenen). Andere Friese schrijvers kiezen ervoor om niet alleen in het Fries, maar ook in een grotere taal te schrijven, in de hoop zo een groter publiek te bereiken. Theun de Vries is hiervan een van de bekendste voorbeelden.

## Geschiedenis
De geschiedenis van de Friese literatuur wordt, net als die van de Friese taal zelf, traditioneel in drie perioden opgedeeld:
- de Oudfriese periode (tot ca. 1500)
- de Middelfriese periode (ca. 1500-1800)
- de Nieuwfriese periode (vanaf ca. 1800).

De jaartallen liggen niet vast: verschillende literatuurcritici hanteren hun eigen jaartallen om een nieuwe periode te laten beginnen. Voor het einde van de Oudfriese literatuur wordt zo vaak het jaar 1498 genomen, het jaar waarin de Friese Vrijheid verloren ging en Friesland onder centraal bestuur kwam te vallen. Andere handboeken laten de Middelfriese periode halverwege de zestiende eeuw beginnen.

### Oudfriese literatuur
De oudst bekende Friese literator is Bernlef, de legendarische blinde dichter die in de 8e eeuw door de missionaris Liudger van zijn blindheid werd genezen en zich vervolgens tot het christendom bekeerde. Van Bernlef zijn geen teksten bewaard gebleven, al is door sommigen geopperd dat hij de dichter van de Heliand kan zijn geweest. Als dat zo is, zou Bernlef geen Fries maar een Saks zijn geweest.

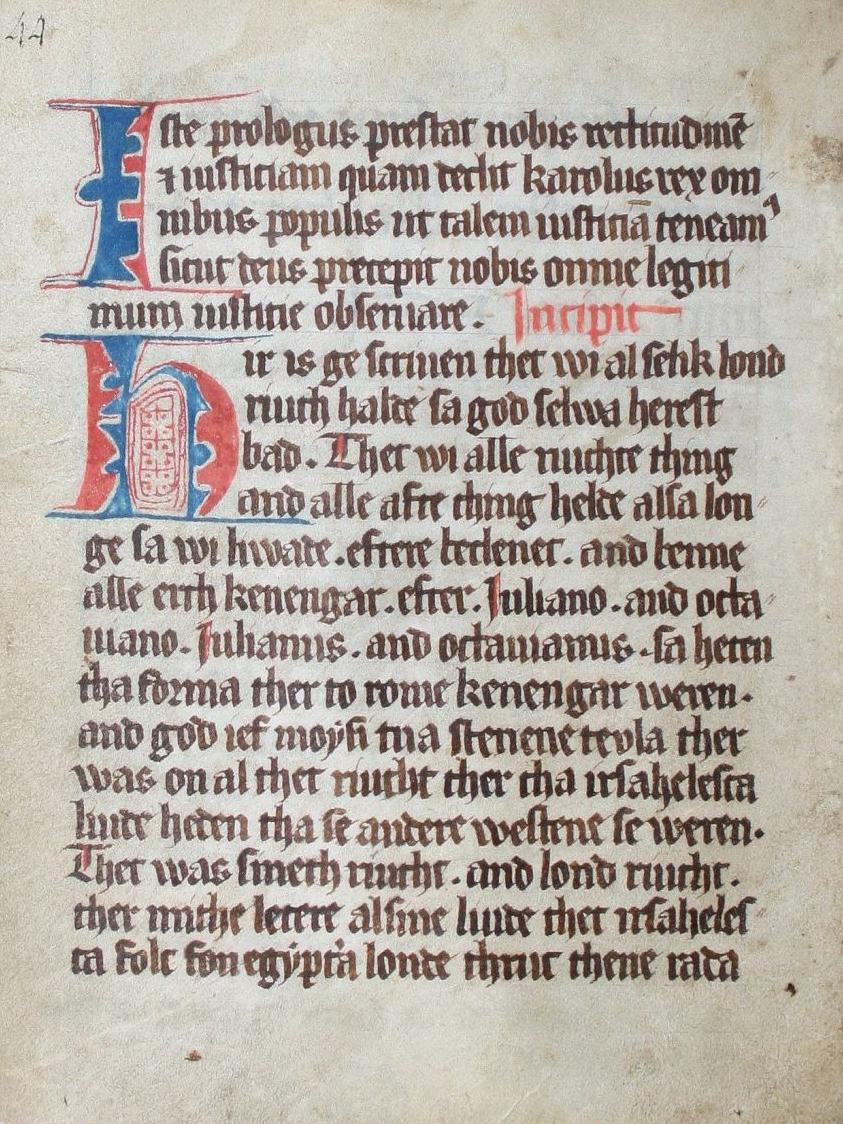
Hunsingoër Landrecht

Ouder (tussen de 5e en de 8e eeuw) zijn de runenteksten die op verschillende opgegraven voorwerpen zijn gevonden. Deze teksten zijn niet literair van aard, maar wel van belang als oudste overblijfselen van geschreven Fries. Het Fries wordt als schrijftaal pas belangrijk vanaf de 11e eeuw, als er wetteksten in deze taal verschijnen. Deze wetten werden geschreven door anonieme asega's (wetzeggers). Hoewel deze teksten geen literair doel dienden, zijn ze vaak opvallend poëtisch van aard en voor een modern publiek (mits hertaald) zijn ze wel degelijk als literatuur te lezen. Toen de boekdrukkunst werd uitgevonden verschenen de wetteksten, tot dan toe handgeschreven, ook in druk (gebundeld onder de titel Freeska Landriucht), rond 1480.
Naast de rechtsteksten werden er ook lange gedichten geschreven, die in thematiek overigens direct met de rechtsteksten van de asega's verband hielden. In het gedicht Fan alra Fresena fridome ("Van de vrijheid van alle Friezen") wordt de figuur van Karel de Grote opgevoerd, die het Friese volk zijn vrijheid geschonken zou hebben omdat de Friesen zo dapper streden in Rome. Over deze fictieve gebeurtenis gaat ook een ander episch gedicht, Hoe dae Friesen Roem wonnen ("Hoe de Friezen Rome veroverden"). Karel heeft verder een rol in het groots opgezette Thet Freske Riim ("Het Friese rijm"), waarin opnieuw beschreven wordt hoe Karel het Friese volk vrijheid belooft, waarna Christus de Friezen het Friese recht schenkt. Thet Freske Riim is ook als prozatekst uitgebracht.
Uit de Oudfriese periode is dus vooral praktische lectuur overgeleverd en nauwelijks literatuur met hogere bedoelingen. De verklaring hiervoor ligt ironisch genoeg in de Friese Vrijheid: doordat Friesland geen hofcultuur had, was er ook geen hoofs publiek voor wie er hoge literatuur vervaardigd moest worden. Waar in het feodale Europa heldendichten en liefdespoëzie bloeiden, daar schreef men in de Friese landen toch vooral praktische literatuur voor iedereen.

### Middelfriese literatuur
Nadat Friesland in 1498 onder centraal bestuur was geplaatst door Albrecht van Saksen, veranderde de Friese maatschappij drastisch. In de 16e eeuw werd er een hof gevestigd in Leeuwarden. Het Nederlands werd de belangrijkste taal in Friesland. Wetteksten zouden voortaan in het Nederlands verschijnen en ook de bijbel werd in het Nederlands vertaald. Het Fries werd dus in korte tijd een onbelangrijke taal waarvan verwacht werd dat ze wel snel zou uitsterven.
In de 16e eeuw werd het Fries vooral nog gebruikt voor olijke teksten, bijvoorbeeld voor boerenbruiloften. Het Fries was vooral iets grappigs, iets "boers". Hoewel het Fries niet per se negatief benaderd werd, ontsteeg het nooit het niveau van folklore. Een enkeling, zoals Johan van Hichtum, probeerde de Friese gebruikspoëzie nog wel een literaire lading mee te geven, bijvoorbeeld door verwijzingen naar oude meesters als Vergilius. Van continuïteit met het Oudfries van de asega's is echter geen sprake.
De geest van de renaissance, die zich onder meer verzette tegen verval en verloedering en zo leidde tot het ontstaan van standaardtalen in Europa, bereikte ook Friesland. In Friesland kwam vanuit deze geest een herwaardering van het Fries op, zij het dat het Fries toch vooral werd benaderd als "iets van vroeger". Er werden lijstjes van Friese spreekwoorden gepubliceerd, o.m. door de edelman Carel Georg van Burmania, die ook de Friese moraal verheerlijkte en daarbij verwees naar uitspraken van Tacitus.

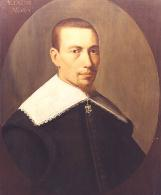
Gysbert Japicx geschilderd door Matthijs Harings

Tegen het einde van de 16e eeuw drong de renaissance pas echt door. In Leeuwarden werd een rederijkerskamer opgericht, waarvan de leden weliswaar vooral in het Nederlands publiceerden, maar incidenteel ook in het Fries. Jan Jansz. Starter publiceerde zo de tweetalige Friesche Lusthof. 
In 1640 werd de Friese literaire wereld eindelijk wakkergeschud. In dat jaar verscheen De Tsjerne, een weliswaar vrolijk, maar opvallend literair werk. De dichter was Gysbert Japicx. Met zijn knappe, gelaagde poëzie zette hij zichzelf en zijn taal internationaal op de kaart. Gysbert Japicx zorgde in zijn eentje voor de echte wedergeboorte van het Fries. Zijn poëzie had niet alleen invloed op tijdgenoten, maar ook op de generaties na hem. Steeds weer hebben Friese schrijvers naar Japicx als hun grote voorbeeld en inspirator verwezen. Japicx' belang voor de Friese literatuur kan dan ook niet onderschat worden.
In de 18e eeuw werd er langzaamaan meer in het Fries geschreven. Niet alleen het hof te Leeuwarden functioneerde als literair centrum (de Oranjes interesseerden zich zeker voor het Fries), ook aan de universiteit van Franeker was er een geïnteresseerd publiek en verschillende studenten waagden zich aan een Fries gedicht. Jan Althuysen gebruikte het Fries voor serieuze genres als lijkdichten en voltooide in 1755 de psalmvertalingen waaraan Japicx een eeuw eerder begonnen was. Verbonden aan de universiteit van Franeker was Everwinus Wassenbergh, die in de overgang van de 18e naar de 19e eeuw de Friese literatuur onder de aandacht bleef houden.

### Nieuwfriese literatuur
In de eerste helft van de 19e eeuw veranderde de situatie in Friesland opnieuw ingrijpend: het stadhouderlijk hof te Leeuwarden verdween en de universiteit van Franeker verwerd tot een athenaeum en zou in 1843 definitief gesloten worden. De Friese literatuur verloor hiermee twee belangrijke podia. Om dat verlies te compenseren werden er Frieszinnige genootschappen opgericht die de Friese taal en de literatuur actief te promoten. In plaats van de stadhouders kwam er de commissaris van de Koningin, waarvan met name gouverneur Idsert Aebinga van Humalda (1814-1821) de Friese literatuur een podium zou bieden.

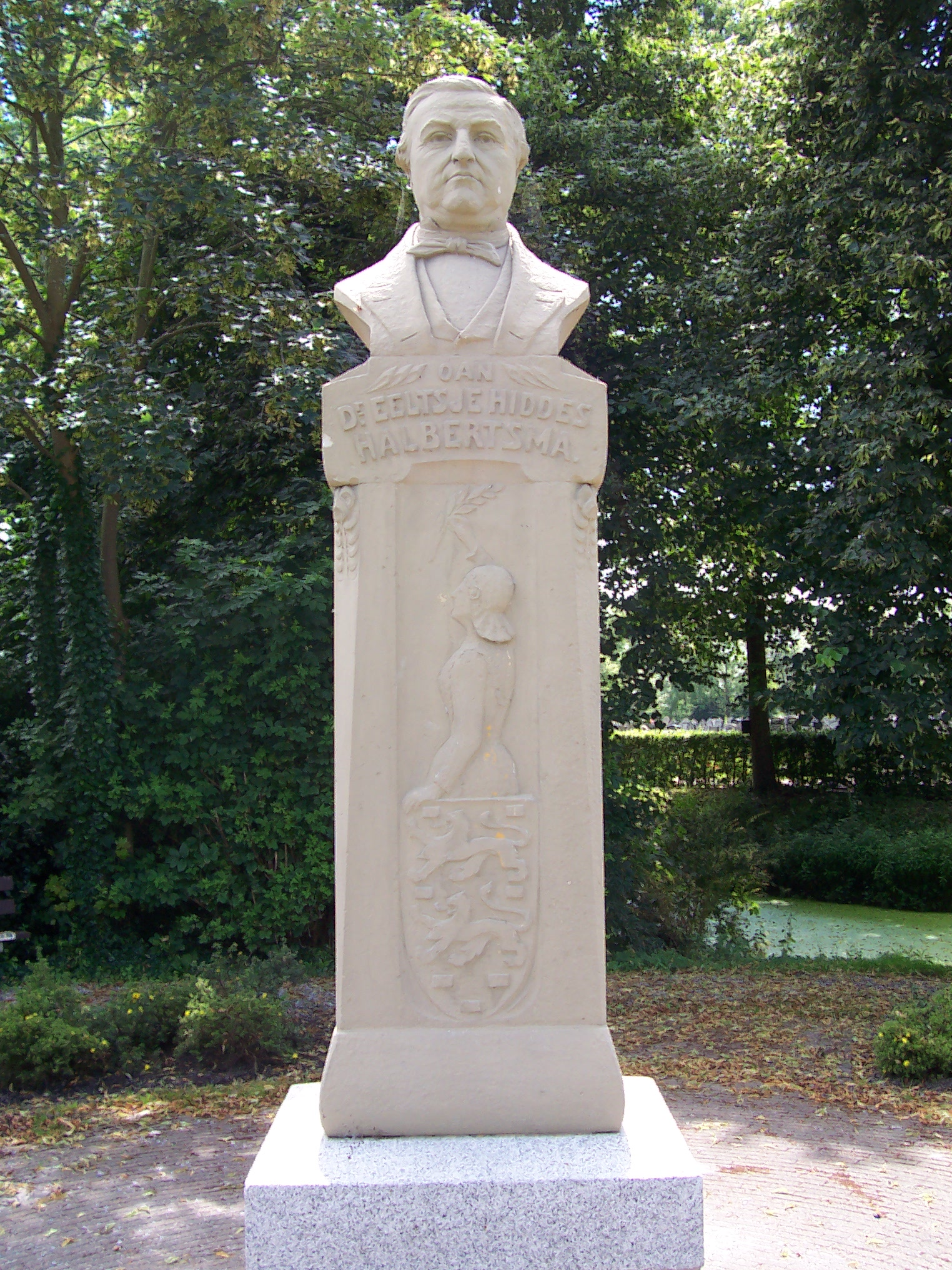
Standbeeld voor Eeltsje Hiddes Halbertsma

Nog voor de genootschappen timmerden de gebroeders Halbertsma al aan de weg. Met hun Lapekoer (1822) maakten ze de Friese literatuur toegankelijk voor een groot publiek. De Gysbert Japicx-herdenking in 1823 mocht zich in grote belangstelling verheugen en overtuigde veel Friezen ervan dat hun taal en literatuur nog lang niet uitgestorven waren. In 1827 werd het Friesch Genootschap opgericht, dat de Friese literatuur onder de aandacht van de hogere burgerij in de steden (m.n. Leeuwarden) probeerde te brengen, zonder al te veel succes. Eeltsje Hiddes Halbertsma was er korte tijd lid van, maar zag er niks in.
Veel meer succes dan het Friesch Genootschap had het Ald Selskip ("Oud gezelschap"), dat in 1844 als Selscip foar Frysce Tael in Scriftekennisse werd opgericht. Onder aanvoering van de enthousiaste Harmen Sytstra wist het Ald Selskip uit te groeien tot het middelpunt van de Friese beweging. Het tijdschrift Iduna, opgericht door Sytstra, was het eerste Friese literaire tijdschrift en werd in 1851 het orgaan van het Ald Selskip. De toon was Fries-nationalistisch. De spelling die het Ald Selskip ("Selscip") toen nog gebruikte was zeer archaïsch. Hierdoor schoot het Ald Selskip zijn doel – de Friese literatuur populariseren – in eerste instantie voorbij. Later werd de toon realistischer - het Ald Selskip bestaat tot op de dag van vandaag.
De Friese literatuur was in de 19e eeuw sterk beïnvloed door de romantiek. Het romantisch verlangen naar het oude, het pure en het volkse sloot goed aan bij het Fries-nationalisme. De Friese cultuur werd als "puur" en "ongeschonden" neergezet en Friese schrijvers hielden hun publiek graag voor dat ze aan de hoge Friese moraal moesten vasthouden. In de loop van de 19e eeuw keerden steeds meer schrijvers zich van dit moralisme af. Een van de eerste schrijvers die een eigen weg koos was Hjerre Gerrits van der Veen, die met zijn knappe verhaal De Kaartlizzer (1854) weliswaar de tweede prijs won bij een door het Ald Selskip georganiseerde wedstrijd, maar wiens werk pas in de 20e eeuw voor het eerst op waarde werd geschat. Andere schrijvers vinden wel meer aansluiting, maar hebben toch een eigen stem, zoals de realist Waling Dykstra (De silveren rinkelbel, 1856). 
Echte vernieuwing kwam er pas met de bundel It Jonge Fryslân in 1882, geschreven door Otto Harmens Sytstra (zoon van) en Piter Jelles Troelstra. Zij presenteerden zich nadrukkelijk als de nieuwe, jonge generatie die de Friese literatuur completer wilden maken: het Fries moest gebruikt worden voor persoonlijke gedichten met een hoog artistiek niveau.
In het begin van de 20e eeuw groeide het aantal Friese literaire tijdschriften explosief. Dit was deels het gevolg van de verzuiling. Het Ald Selskip kreeg een tegenhanger in het Kristlik Frysk Selskip: waar het Ald Selskip zich hard maakte voor Friestalig onderwijs, daar streek het Kristlik Frysk Selskip voor Friestalige kerkdiensten. Oprichters Fedde Schurer en Eeltsje Boates Folkerstma zouden uitgroeien tot invloedrijke schrijvers.
In 1918 publiceerde Obe Postma zijn eerste bundel. Postma schreef literatuur van wereldklasse, die later ook in het Nederlands en het Engels zou worden vertaald. Tegelijkertijd bleven Friesland en het Friese platteland een grote rol spelen in de Friese literatuur. Simke Kloosterman stond met haar knappe roman De Hoara's fan Hastings (1921) in deze laatste traditie.
In deze periode richt Douwe Kalma de Jongfryske Mienskip op, die onder meer zou gaan ijveren voor een meer internationale oriëntatie van de Friese literatuur, zoals Kalma in zijn invloedrijke rede Fryslân en de wrâld ("Friesland en de wereld", 1916) al had uiteengezet.
De Friese literatuur werd hardhandig met "de wrâld" geconfronteerd toen Nederland in 1940 werd bezet door nazi-Duitsland. Verschillende Friese schrijvers, onder wie bovengenoemde Folkertsma en de populaire Reinder Brolsma, bleven toch publiceren en werkten zo mee aan de censuur. Douwe Hermans Kiestra, uit de school van Kalma, trad zelfs toe tot de SS. Dit zette de Friese literatuur en de Friese Beweging na de oorlog in een kwaad daglicht.

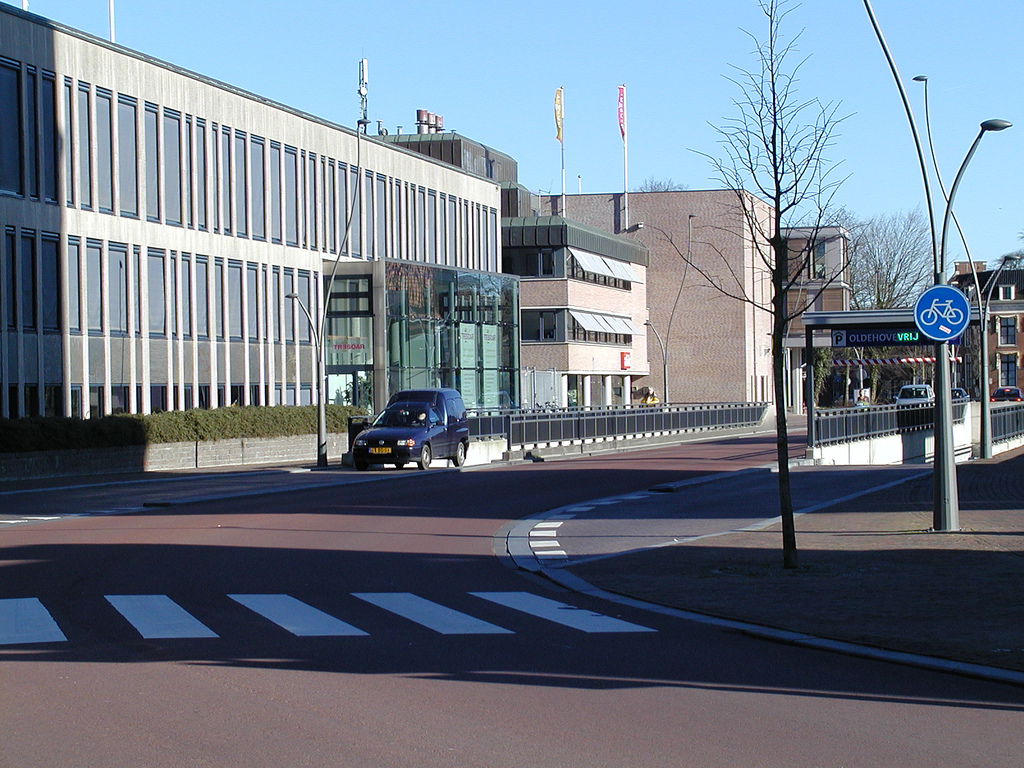
Tresoar is een belangrijk centrum voor de Friese literaire wereld

Na de oorlog weekte de Friese literatuur zich van de Friese Beweging los: het individualisme zou doorzetten. Anne Wadman en Trinus Riemersma zorgen met hun vernieuwende romans voor de nodige onrust in de Friese literaire wereld, maar zetten zo wel de toon. Dichters als Jan Wybenga en Steven H.P. de Jong kozen nieuwe wegen in de poëzie. Het grotere publiek zou het beter toegankelijke werk van Rink van der Velde omarmen.
De hedendaagse Friese literatuur kenmerkt zich door het individualisme wat na de Tweede Wereldoorlog niet meer weg is geweest, maar blijft tegelijkertijd relatief hecht: veel schrijvers zijn verbonden bij literaire tijdschriften als Ensafh, waar zowel de oudere als de jongere generaties in publiceren. Schrijvers als Eric Hoekstra en Eeltsje Hettinga verkennen de grenzen van de Friese taal. Net als in de eeuwen die aan deze voorafgingen, wordt er in de Friese media gediscussieerd over de toekomst van de Friese taal en literatuur, die niet alleen in bibliotheken, maar ook op het internet een vast podium verworven heeft.

## Literaire podia
Voor een literatuur is het onontbeerlijk over podia te beschikken, waar het publiek met de literaire teksten in contact kan komen en waar schrijvers en dichters elkaar ontmoeten. Voor een kleine literatuur als de Friese is het lang moeilijk geweest een podium, in de breedste zin van het woord, voor schrijvers en dichters te vinden. In het verleden vervulden het stadhouderlijk hof te Leeuwarden en de universiteit te Franeker soms deze rol, maar deze twee podia gingen in de 19e eeuw verloren. Daarna hebben literatoren zich verenigd en is geprobeerd met tijdschriften en toneelverenigingen voor een Fries literair podium te zorgen. Pas in de tweede helft van de 20e eeuw werd hier echt werk van gemaakt, ook door de overheid, en inmiddels houden verschillende organisaties zich met de Friese literatuur bezig. Er zijn literaire tijdschriften, er zijn Friese bibliotheken, er wordt Fries theater gemaakt en er zijn literaire prijzen in het leven geroepen om schrijvers aan te moedigen.

### Tijdschriften
Zie Lijst van Friese literaire tijdschriften voor meer informatie over dit onderwerp.
Het allereerste tijdschrift dat aandacht besteedde aan Friese literatuur was het Friesch Jierboeckje dat door het Genootschap werd uitgegeven tussen 1828 en 1835. Dit was nog geen echt literair tijdschrift: dat kwam er pas met Iduna in 1845, vanaf 1851 spreekbuis van het Ald Selskip. Na Iduna volgden er meer: met name in de eerste helft van de 20e eeuw groeide het aantal Friese literaire tijdschriften zelf. In de tweede helft van de 20e eeuw nam dit aantal weer af. Tegenwoordig zijn het brede opinieblad De Moanne met daarin het literaire katern Trotwaer en het tijdschrift Ensafh (een fusie van Farsk en Hjir) nog over. In deze tijdschriften worden literaire teksten en beschouwingen over literatuur gepubliceerd.
In Noord-Friesland, het Duitse deel van het Friese taalgebied, verschijnt Noost, een tijdschrift dat literatuur in de Noord-Friese dialecten een podium moet bieden.

### Literaire prijzen
- Junior Rely
- Gysbert Japicxpriis
- Piter Jellespriis
- Rely Jorritsmapriis
- Simke Kloostermanpriis
- Dr. Obe Postmapriis
- Fedde Schurerpriis
- Fedde Schurerpublykspriis
- Rink van der Veldepriis
- Steven Sterkprijs

## Friese schrijvers en dichters
- Gerben Abma
- Willem Abma
- Marten Baersma
- Jetske Bilker
- Jan Gelinde van Blom
- Piter Boersma
- Joop Boomsma
- Harke Bremer
- Meindert Bylsma
- Marga Claus
- Sikke Doele
- Ype Douma
- Lida Dykstra
- Waling Dykstra
- Hylkje Goïnga
- Ate Grijpstra
- Josse de Haan
- Eeltsje Halbertsma
- Eeltsje Hettinga
- Tsjêbbe Hettinga
- Johannes Hilarides
- Eric Hoekstra
- Frâns Holwerda
- Saakje Huisman
- Arjan Hut
- Sytse Jansma
- Gysbert Japicx
- Alpita de Jong
- Rely Jorritsma
- Jitske Kingma
- Jacobus Knol
- Jaap Krol
- Sybe Krol
- Reinder Rienk van der Leest
- Auck Peanstra
- Durk van der Ploeg
- Germ Poortinga
- Ype Poortinga
- Obe Postma
- Trinus Riemersma
- Rixt
- Grytsje Schaaf
- Sjoerd van der Schaaf
- Elske Schotanus
- Fedde Schurer
- Marten Sikkema
- Jacobus Q. Smink
- Albertina Soepboer
- Hylke Speerstra
- Janneke Spoelstra
- Harmen Sytstra
- Douwe Tamminga
- Koos Tiemersma
- Pieter Jelles Troelstra
- Eelkje Tuma
- Rink van der Velde
- Doete Venema
- Abe de Vries
- Theun de Vries
- Anne Wadman
- Cornelis van der Wal
- Sito Wijngaarden
- Henk Wolf
- Hendrik Woudstra
- Geert Aeilco Wumkes

## Friese literaire organisaties en uitgeverijen
- Afûk
- Bornmeer
- Cepher
- Friese Pers Boekerij
- Frysk en Frij
- Fries Genootschap
- Fries Instituut
- Fryske Akademy
- It Fryske Boek
- Frysk Letterkundich Museum en Dokumintaasjesintrum
- Jens Quedens
- KFFB
- Kleine uil
- Koperative Utjowerij
- Kristlik Frysk Selskip
- Le chat mort
- Nordfriisk Instituut
- De Oare útjouwerij
- Steven Sterk
- Tresoar
- Stichting Farsk
- Stichting Elektroanyske Letteren Fryslân
- Venus
- Wumkes.nl